# Dorfkirche Lieskau (Salzatal)

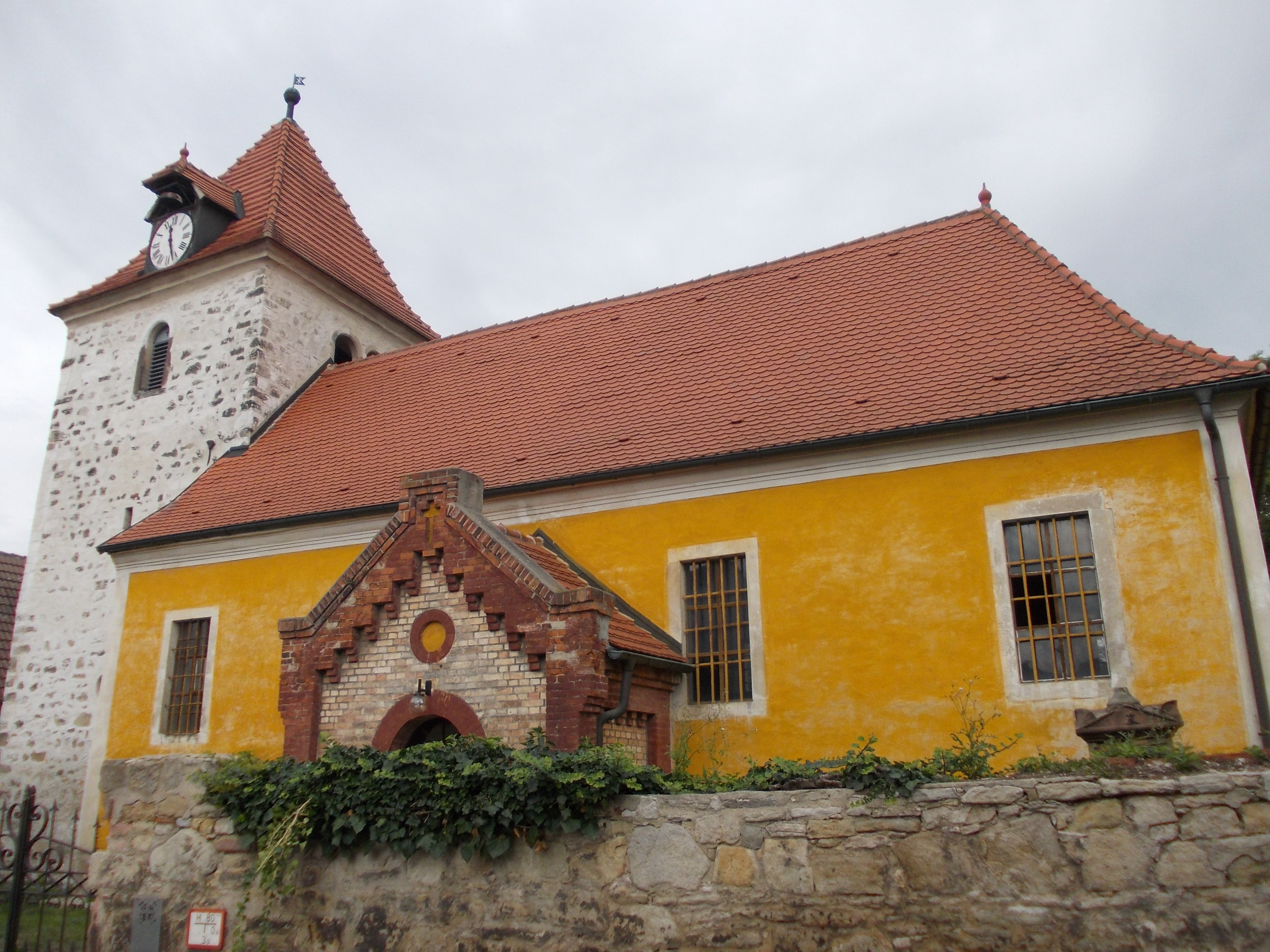
Die Dorfkirche von Lieskau

Die Dorfkirche Lieskau ist eine denkmalgeschützte evangelische Kirche des Ortsteils Lieskau der Einheitsgemeinde Salzatal in Sachsen-Anhalt. Im örtlichen Denkmalverzeichnis ist sie unter der Erfassungsnummer 094 55210 als Baudenkmal verzeichnet. Die Kirchengemeinde Lieskau gehört zum Kirchspiel Dölau-Lieskau im Kirchenkreis Halle-Saalkreis der Evangelischen Kirche in Mitteldeutschland.

## Geschichte
Das Patrozinium der Kirche an der Kirchestraße ist heute nicht mehr bekannt. Der ursprüngliche Bau war ein typischer Bau der Romanik, entstanden wahrscheinlich in der 2. Hälfte des 12. Jahrhunderts. 1696 wurde der Turm an das einst turmlose Bauwerk angefügt. Nach einem Brand im Jahr 1734 wurde die Kirche bis 1736 im Stil des Barocks wieder aufgebaut. Der Backsteinanbau im Süden wurde 1890 angefügt. 1899 wurde die Kirche umfassend umgestaltet. 1979/80 wurde der Innenraum und 1989/90 die Außenhülle saniert.

## Architektur und Ausstattung
Die Kirche ist ein einschiffiger, rechteckiger Saalbau. Der Westturm steht auf quadratischem Grundriss und besitzt ein Pyramidendach mit Dachgauben für die Turmuhr. Die Mauern des Kirchenschiffes sind im Süden und Osten gelb verputzt, die Nordseite ist steinsichtig wie der Turm. Die Fenster sind rechteckig, der Turm besitzt rundbogige Schallfenster. Der aus Klinkersteinen gemauerte Anbau auf der Südseite zeigt historistische Ziergiebel.
Das Innere wird von einer dunklen Holztonne überspannt. Der Altar zeigt zwei Bilder, umgeben von blauen Beschlagwerkrahmen. Das untere Bild zeigt eine Noli-me-tangere-Szene, das Obere Christus als Salvator mundi. Links und rechts des Altars befinden sich seitliche Verschläge mit floralem Gitterwerk. Die Kanzel bzw. deren Korb steht heute ebenerdig und ist mit Pilastern und Bildern der Evangelisten versehen. Die Felder der L-förmigen Empore sind mit biblischen Szenen bemalt.

## Orgel
Die heutige Orgel wurde durch August Ferdinand Wäldner aus Halle geschaffen. Das mechanische Instrument besitzt neun klingende Stimmen auf einem Manual und Pedal.

## Glocken
1696 ist der erste Glockenguss durch Johann Jacob Hoffmann aus Halle überliefert. Nach dem Brand der Kirche wurden diese durch Instrumente von Friedrich August Becker aus Halle ersetzt. 1876 schuf die Gießerei Ulrich aus Laucha zwei neue Glocken, die 1917 zu Rüstungszwecken abgegeben werden mussten. 1928 wurden wiederum durch die Gießerei Ulrich zwei Glocken (a', c'') geschaffen. 1942 wurde die große Glocke abgegeben. Heute erklingt die kleine Glocke alleine an einem geraden Joch elektrisch angetrieben im Turm.